# Lago Roca (Río Negro)
El lago Roca es un lago de origen glaciario ubicado en la provincia de Río Negro, Argentina, en el departamento Bariloche. Su nombre recuerda al general Julio Argentino Roca, bajo cuyo gobierno fue incorporada la mayor parte de la Patagonia al territorio argentino.
Está ubicado en el parque nacional Nahuel Huapi, y está rodeado de bosque andino patagónico, con densas poblaciones de lengas y coihues; hacia el fondo del mismo, la densidad y variedad vegetales aumentan, ingresándose en la selva valdiviana. No tiene población permanente en sus orillas, excepto por un cámping con servicios ubicado en sus orillas. El fondo del lago tiene una protección especial, ya que pertenece a la zona de Reserva Estricta del parque nacional; el ingreso a esta área es exclusiva para personal de la APN y al cuerpo de Guardaparques por cuestiones de Control y Vigilancia. 
Pertenece a la cuenca del río Manso, con el cual lo conecta un breve río de unos 300 metros de largo. Por medio del río Manso, pertenece a la cuenca del Océano Pacífico. Muy cerca del lago se encuentra la Cascada de los Alerces, un destino turístico muy popular para los visitantes de San Carlos de Bariloche.
- Datos: Q3214956